# Jean-Pierre Kingsley
Pour les articles homonymes, voir Kingsley.
Jean-Pierre Kingsley, (12 juillet 1943, Ottawa, Canada - ) est le président exécutif de la Fondation internationale des systèmes électoraux (FISE).
Il fut le directeur général des élections du Canada de février 1990 au 17 février 2007.  Il assumait à ce titre la responsabilité de l'administration électorale pour les scrutins fédéraux canadiens.
C'est le jeudi 28 décembre 2006, que le cabinet du premier ministre Stephen Harper a annoncé que M. Kingsley quitterait ses fonctions le 17 février 2007, après avoir occupé ce poste pendant 17 ans.
Il est nommé à l’Ordre du Canada en 2024.

## Référence
1. ↑  Cyberpresse
2. ↑  « Nominations à l’Ordre du Canada – Le 18 décembre 2024 » [archive du 25 décembre 2024] , sur Gouverneure générale du Canada, 18 décembre 2024 (consulté le 5 janvier 2025)